# SIA (dokumentarfilm)
|  | Denne artikel er oprettet af botten PalnaBot ud fra en ekstern database. Den kan derfor have sproglige fejl eller mangler. Denne skabelon kan fjernes efter kontrol af indholdet. |

 For alternative betydninger, se SIA. (Se også artikler, som begynder med SIA)
SIA er en film instrueret af Mette Kjærgaard.

## Handling
Filmen SIA er et stærkt portræt af kvinden Sia, som har kræft. Sia er 28 og nægter at give op, og filmen følger hende i hendes kamp for overlevelse og hendes tanker omkring sygdommen, livet og døden.